# Maisaka-juku

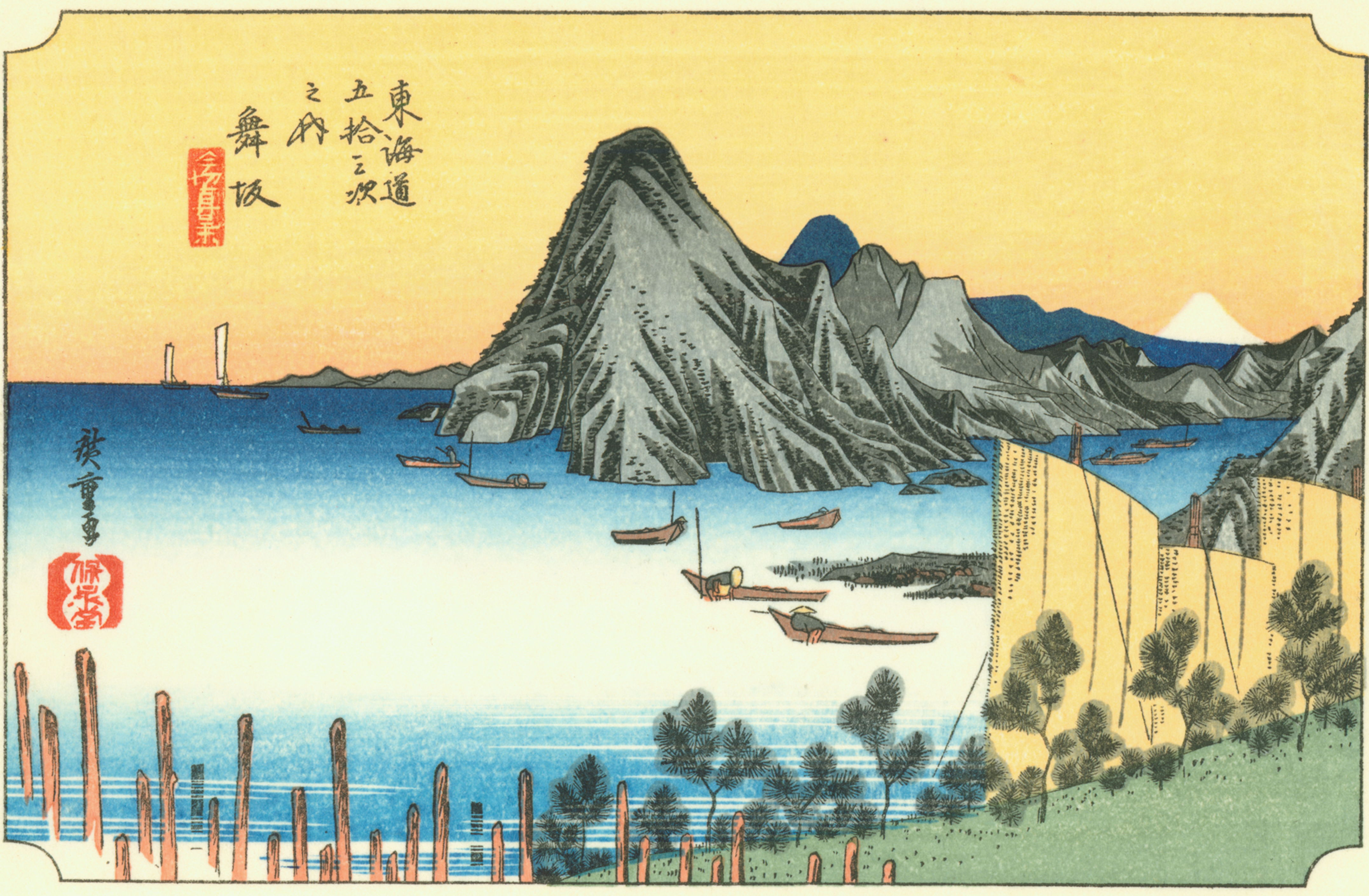
Stacja w latach 30. XIX wieku, Hiroshige Andō

Maisaka-juku (jap. 舞阪宿 Maisaka-juku) – trzydziesta z 53 stacji szlaku Tōkaidō, położona w mieście Hamamatsu, w prefekturze Shizuoka w Japonii.